# Монголы (фильм)
«Монголы» (итал. I Mongoli) — исторический фильм режиссёров Андре де Тота, Риккардо Фреда и Леопольдо Савона, вышедший в 1961 году.

## Сюжет
1241 год. «Чингис-хан» (исторически же это был внук умершего к этому времени Чингис-хана — Бату), продолжая свой западный поход, после покорения ослабленных княжеств распавшейся Руси разделяет свои войска, и часть их под предводительством его сына «Агатая» (исторически же это был сын остававшегося в Средней Азии «Агатая» (Чагатая) — Байдар) вступает на территорию Польского королевства. От европейских стран в захваченный монголами Сандомир (в озвучке фильма ошибочно называется «Суздалем») направляется посол — поляк Стефан Краковский, перед которым стоит задача убедить «Агатая» отказаться от нападения на Польшу.

## В ролях
- Рольдано Лупи — «Чингис-хан» (Бату)
- Джек Пэланс — «Агатай» (Байдар)
- Франко Сильва — Стефан Краковский
- Анита Экберг — Хулина
- Антонелла Луальди — Амина
- Георг Ванг — Субудай
- Джанни Гарко — Генрих де Валуа